# Kabar (zone protégée)
Pour les articles homonymes, voir Kabar.
Kabar est le plus large bras-mort d'eau douce d'Asie. Situé dans l'État de Bihar, elle occupe une superficie de 67,5 km². Il est zone protégée en Inde, classée Wildlife Sanctuary en 1987.

## Biodiversité
L'ornithologue Salim Ali, a dénombré 57 espèces d'oiseaux migrateurs venant d'Asie centrale durant l'hiver, et 106 espèces d'oiseaux résidents.
Kabar accueillait des centaines de vautour, mais n'en comporte plus que quelques-uns dans les années 2000.

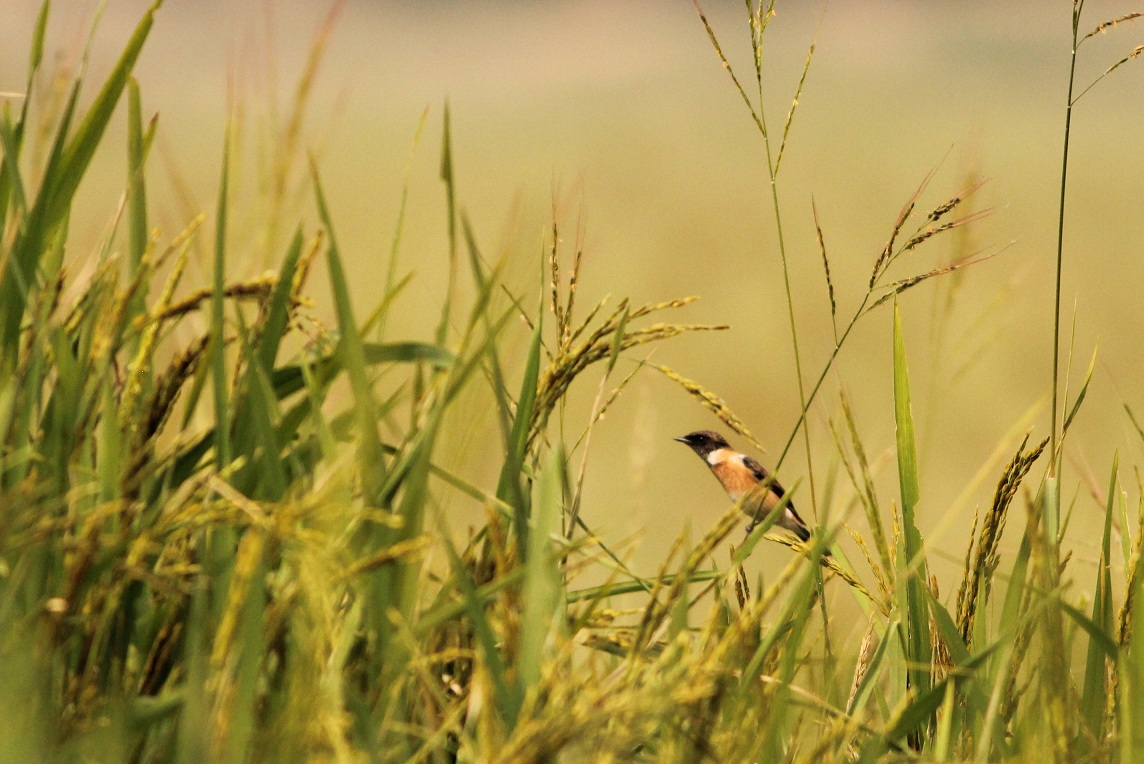
Tarier de Sibérie
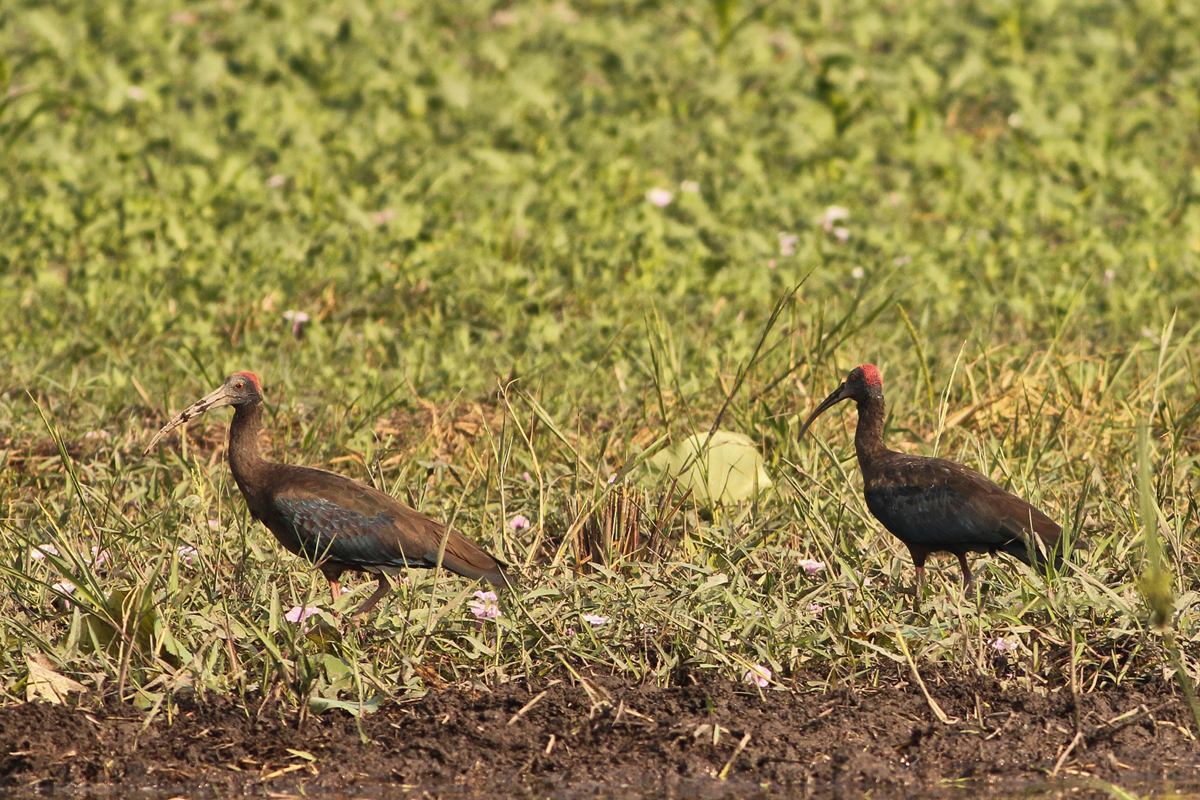
Ibis noir
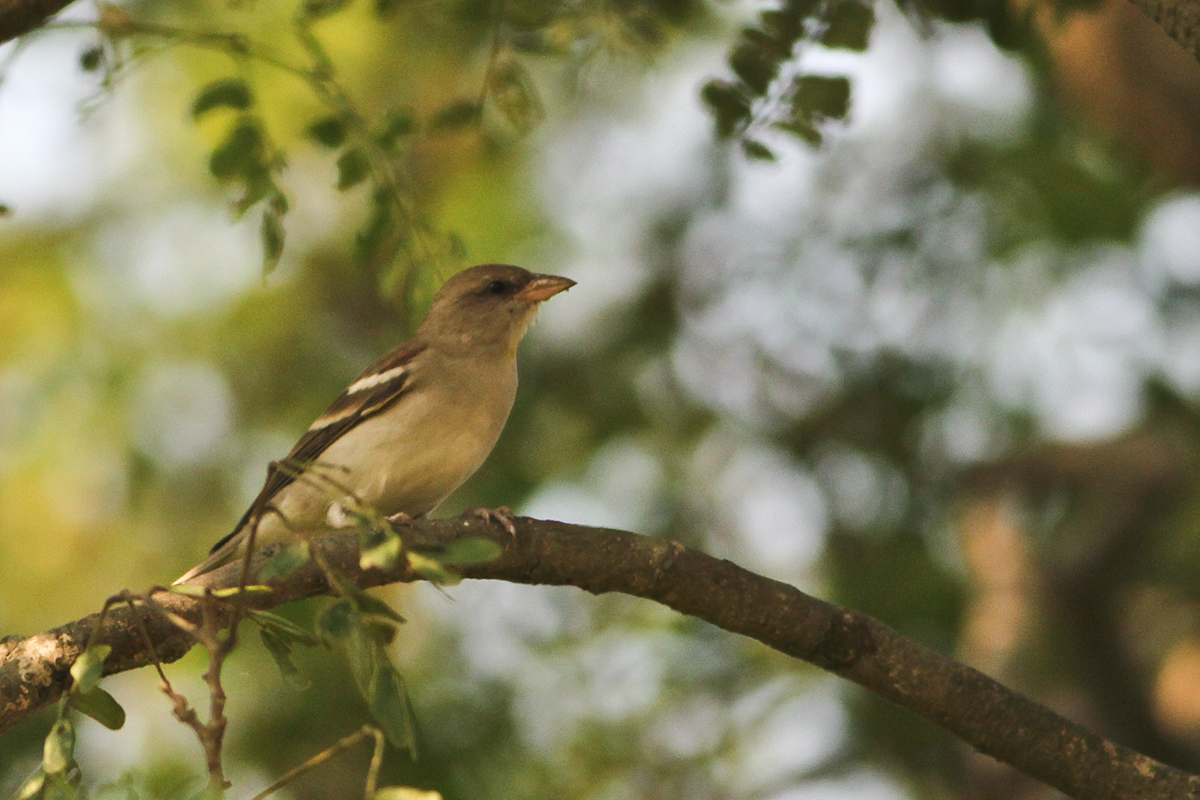
Moineau à gorge jaune
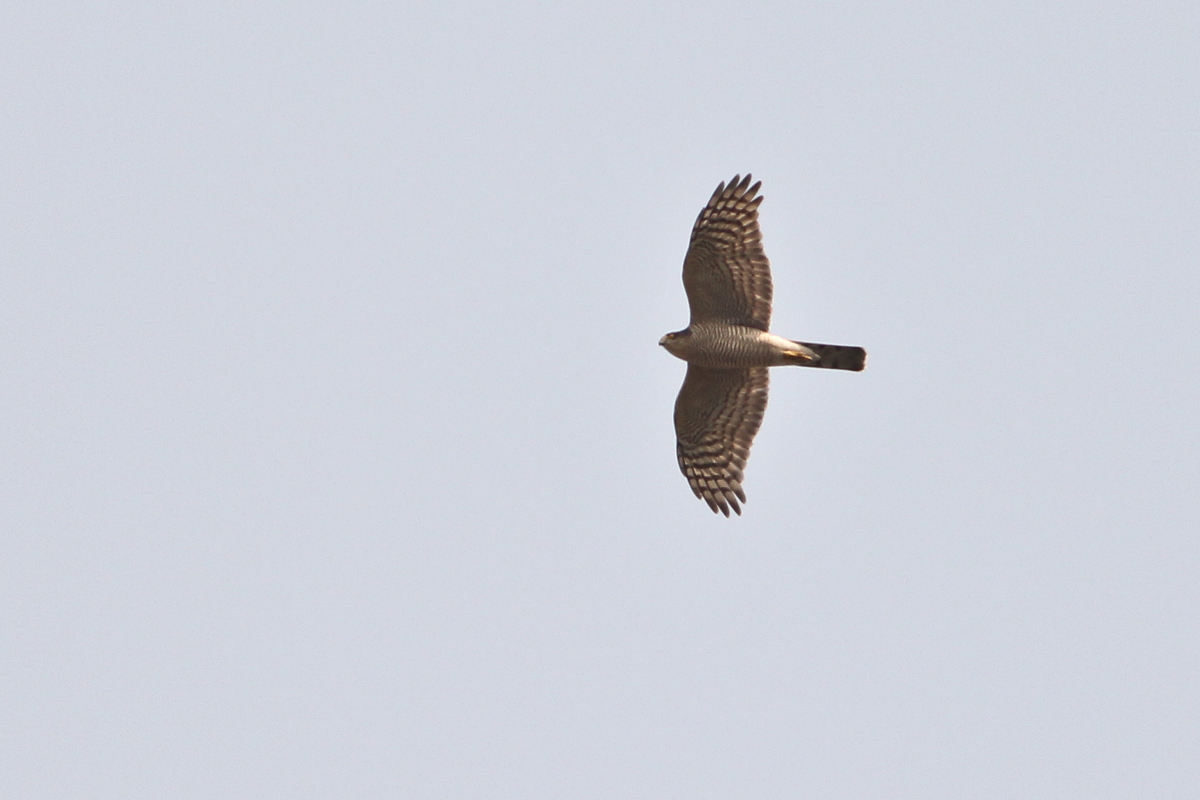
Épervier d'Europe

## Protection
Kabar est considéré comme réserve naturelle et classée Wildlife Sanctuary en 1987.
Le site est également classé important bird area sous la référence IN-BR-04